# OFK Kolonija Kovin
OFK Kolonija je fudbalski klub iz Kovina.

## Počeci
Osnovana je kao drugi kovinski fudbalski klub 5. avgusta 1980. godine u Kovinu (pored starijeg Radničkog koji postoji od 1904). Klub su osnovali građani II Mesne Zajednice Kovina i prvu upravu činili su takođe sami građani iz "Kolonije" - dela grada Kovina gde se sedište kluba i teren nalaze. Od osnivača i prvih članova uprave jedini koji su danas živi su Žutić Bogdan, Dumitru Dragomir i Krivošić Gojko zvani Gonjac. 

## Novija istorija
Početkom 2009. menja se rukovodstvo, a klub u samo dve sezone preskače dva ranga takmičenja. Najpre je u sezoni 2009/2010 bio pobednik Druge južnobanatske lige zapad, a u narednoj, 2010/2011 i prvi u Prvoj južnobanatskoj ligi (ispred starijeg gradskog rivala Radničkog). Klub se trenutno takmiči u Vojvođanskoj ligi istok.
Matične boje kluba su plavo-bele. Do ulaska u Vojvođansku ligu Kolonija je svoje utakmice igrala na matičnom igralištu u kovinskoj Drugoj mesnoj zajednici - popularni teren Tri rupe iliti Elland road kako je kršten, u šali, od navijača pre desetak godina. Karakteristike terena u rupi i premale dimenzije uslovile su da Kolonija poslednju sezonu igra kao domaćin na igralištu gradskog rivala. Od marta 2014. klub ima i registrovanu žensku ekipu.

## Spoljašnje veze
- „Zvanični veb sajt”. OFK Kolonija. Приступљено 25. 1. 2020.